# Diocesi di Chifeng
La diocesi di Chifeng (in latino: Dioecesis Cefomensis) è una sede della Chiesa cattolica in Cina suffraganea dell'arcidiocesi di Shenyang. Nel 1950 contava 29.582 battezzati su 798.000 abitanti. La sede è vacante.

## Territorio
La diocesi comprende parte della provincia cinese della Mongolia Interna.
Sede vescovile è la città di Chifeng, dove si trova la cattedrale del Sacro Cuore di Gesù.

## Storia
La prefettura apostolica di Chifeng fu eretta il 21 gennaio 1932 con il breve Romani Pontifices di papa Pio XI, ricavandone il territorio dal vicariato apostolico di Jehol (oggi diocesi di Jinzhou). La prefettura apostolica fu affidata alle cure del clero indigeno.
Il 21 aprile 1949 la prefettura apostolica fu elevata al rango di diocesi con la bolla Per Apostolicas Litteras di papa Pio XII.
Nel 1990 fu ordinato, per la prima volta dopo il 1957, un vescovo della "Chiesa ufficiale patriottica cinese", Andreas Zhu Wenyu, "le cui qualità episcopali erano riconosciute da Roma", deceduto il 24 settembre 2006.
L'8 settembre 2018 ha ceduto una porzione del suo territorio a vantaggio dell'erezione della diocesi di Chengde.

## Cronotassi dei vescovi
Si omettono i periodi di sede vacante non superiori ai 2 anni o non storicamente accertati.
- Luca Tchao † (11 gennaio 1932 - 21 aprile 1949 dimesso)
  - Sede vacante
  - Fabian Cheu † (21 aprile 1949 - 1982) (amministratore apostolico clandestino)
  - Andreas Zhu Wenyu † (28 ottobre 1990 consacrato - 24 settembre 2006 deceduto) (vescovo ufficiale)

## Statistiche
La diocesi nel 1950 su una popolazione di 798.000 persone contava 29.582 battezzati, corrispondenti al 3,7% del totale.
| anno | popolazione | popolazione | popolazione | presbiteri | presbiteri | presbiteri | presbiteri                | diaconi | religiosi | religiosi | parrocchie |
| anno | battezzati  | totale      | %           | numero     | secolari   | regolari   | battezzati per presbitero | diaconi | uomini    | donne     | parrocchie |
| ---- | ----------- | ----------- | ----------- | ---------- | ---------- | ---------- | ------------------------- | ------- | --------- | --------- | ---------- |
| 1950 | 29.582      | 798.000     | 3,7         | 38         | 34         | 4          | 778                       |         | 3         | 98        |            |